# Museu del Tabac

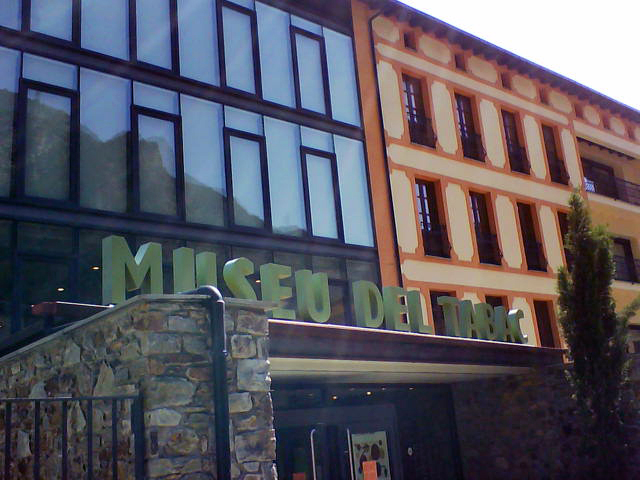
Museu del Tabac

Das Museu del Tabac (Tabakmuseum) ist ein Museum im andorranischen Sant Julià de Lòria, das dem Anbau, der Verarbeitung und dem Konsum von Tabak gewidmet ist. Das Museum befindet sich in dem Gebäude der ehemaligen Reig-Zigarrenfabrik aus dem frühen 20. Jahrhundert, das von 1909 bis 1957 als Tabakfabrik genutzt wurde und als solches typisch für diese Art Gebäude in Andorra ist. 

## Geschichte
Früher war Andorra trotz seiner Gebirgslage ein Agrarland, im Laufe der Jahre beschränkte sich die Landwirtschaft jedoch weitgehend auf Viehhaltung, Kartoffelanbau sowie den Tabakanbau und die Tabakverarbeitung. Mit Einsetzen des Massentourismus wurde der Tabakanbau um 1990 weitgehend aufgegeben. 

## Museum
Die Stiftung Julià Reig Ribó unter der Führung von Òscar Ribas Reig übernahm die Initiative zur Gründung des Tabakmuseums. Das Museum ist in drei Teile aufgeteilt. Im ersten Ausstellungsbereich werden die Tabakernte, Transport zur Fabrik, Auswahl der Tabakblätter und die Fermentation gezeigt. Dann folgen die Aromatisierungsprozesse, der Schnitt, die Trocknung und die Herstellung der Zigarren, der Zigarrenkisten und der Zigarrenkonsum. Das Museum dokumentiert mit einer Multimediashow, wie das „Braune Gold“ die Geschichte des Landes entscheidend mitbestimmte.
Das Museum wird durch einen Saal vervollständigt, in dem temporäre Ausstellungen und andere Aktivitäten stattfinden. Außerdem bietet das Museum eine Reihe von Serviceeinrichtungen wie eine Cafeteria, einen Museumsshop, eine Terrasse, eine Garderobe und eine umfangreiche Dokumentationssammlung zur Tabakgeschichte Andorras. Das Museum wird durch die Julia Reig-Stiftung, die Familie Reig und die Banca Reig finanziert.
2005 wurde eine 82-Cent-Briefmarke Museu del Tabac herausgegeben.